# Walter Hardenburg

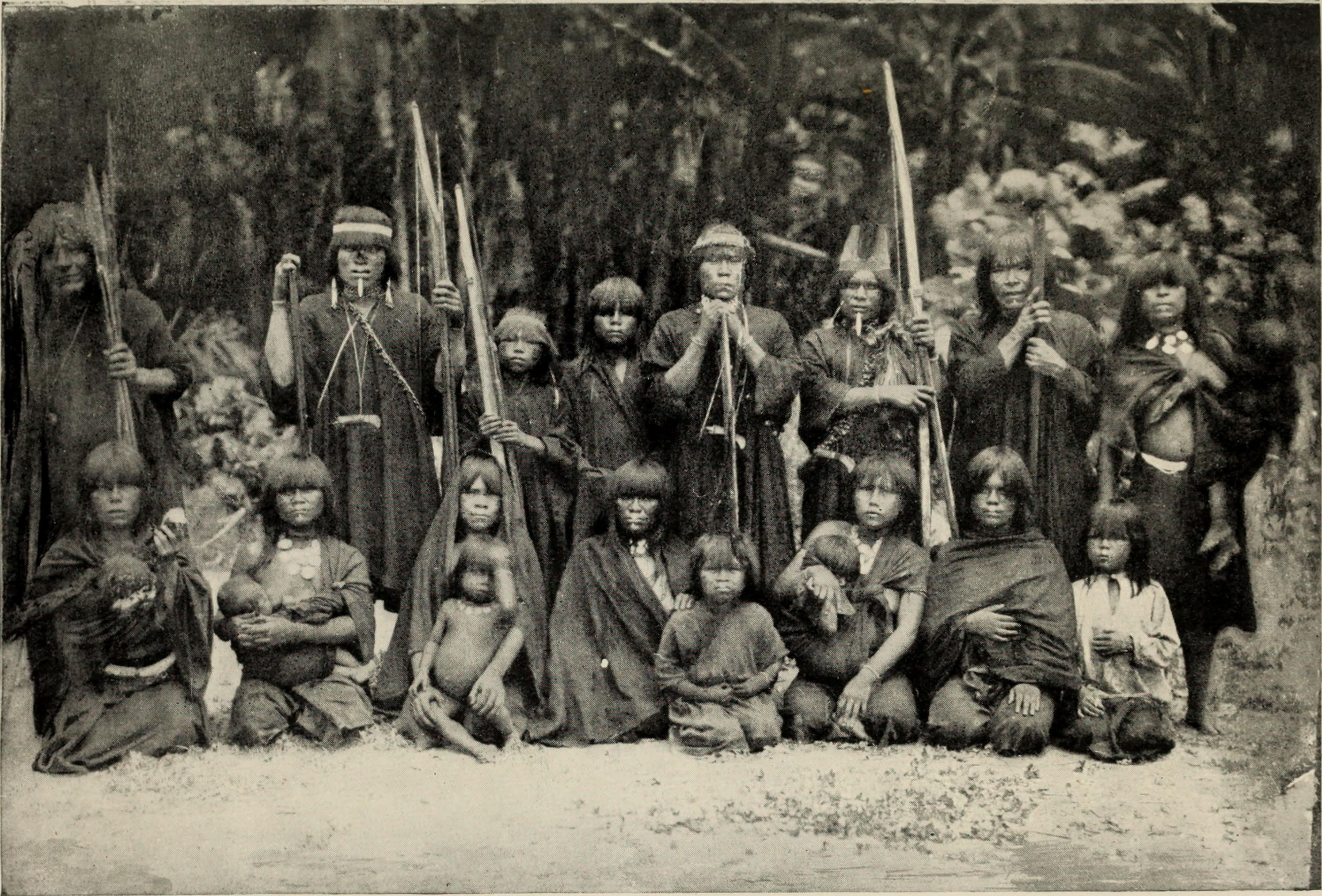
Abbildung aus Hardenburgs Buch The Putumayo, the devil's paradise

Walter Ernest Hardenburg (* 1886; † 1942) war ein US-amerikanischer Ingenieur.
Hardenburg wurde 1907 auf einer Reise durch den Putumayo während des Kautschukbooms aus Versehen von Julio César Aranas Leuten entführt und wurde Augenzeuge des Genozids an indigener Bevölkerung an der peruanisch-kolumbianischen Grenze. Seine unter dem Titel The Devil’s Paradise veröffentlichten Eindrücke lösten einen Skandal aus.